# Ter Borch (wijk)
Ter Borch is een nieuwbouwwijk van de gemeente Tynaarlo in het noorden van Drenthe, waarvan de aanleg in 2005 is begonnen. De wijk is genoemd naar de Ter Borchlaan die, precies over de provinciegrens, aan de oostkant langs de nieuwbouwwijk loopt. Ter Borch grenst aan Eelderwolde en wordt wel als onderdeel hiervan gezien, en tevens van de stad Groningen.
In 2013 woonden er in de wijk 1930 personen (waarvan circa 270 in het 'oude' Eelderwolde). Op 1 januari 2019 was het inwonertal opgelopen tot 2.690 (waarvan 310 in het dorp Eelderwolde).

## Provinciegrens
De wijk werd tegen de provincie Groningen aan gebouwd. In Groningen wordt deze wijk dan ook wel, hoewel formeel onjuist, als een van de jongste wijken van de stad Groningen gezien.
De wijk ligt, ondanks dat deze gericht is op Groningen, in de provincie Drenthe. Zuidwaartse uitbreiding van de stad Groningen werd lange tijd tegengehouden door de provinciegrens, maar werd nu in zekere zin mogelijk door medewerking van buurgemeente Tynaarlo in het kader van regionale afspraken over de planning van woningbouw. Een poging van Groningen in de jaren zeventig van de vorige eeuw om de kop van Drenthe in te lijven, liep stuk op massale protesten van de Noord-Drentse bevolking (actie "De Kop Hoort Er Op").
In 1997/1998 lukte het Groningen wel om, gebruikmakend van de gemeentelijke herindeling in Drenthe, een miniem stukje van de kop van Drenthe af te snoepen. De Piccardthofplas, voorheen nog gedeeld tussen de beide provincies, ging nu in zijn geheel bij de gemeente en provincie Groningen horen, tezamen met het grondgebied ten oosten van de Ter Borchlaan. Deze grenswijziging vond formeel precies tijdens de jaarwisseling plaats, dus om 12 uur 's nachts op 1 januari 1998. De wijk Piccardthof kon zo geheel op Groninger grondgebied gebouwd worden. De planontwikkeling voor de nieuwbouwwijk Ter Borch, in de kop van Tynaarlo, kwam na deze grenswijziging tot stand en was er zelfs een direct gevolg van.

## Omvang en planning
De wijk zal uiteindelijk plaats bieden aan 1250 huizen. De wijk is onderverdeeld in de delen Tuinwijk, Waterwijk, Rietwijk en het Groene Lint. Begin 2007 werden de eerste woningen van de deelwijk Tuinwijk opgeleverd. De laatste huizen zullen volgens planning ongeveer 15 jaar na de start van het project opgeleverd worden.

## Voorzieningen
In de wijk zijn gezondheidsvoorzieningen zoals een verloskundige praktijk en voorts een basisschool, een sportzaal, sociaal-culturele wijkvoorzieningen en kinderopvang. Voor de kinderen zijn er diverse speelterreinen te vinden, zoals aan het einde van Zweerdeneiland en Neerwoldeiland. Waterrecreatie is onder meer mogelijk door de nieuw aangelegde vaarverbinding met sluisje tussen de huizen in de waterwijk en het Paterswoldsemeer.
Aanvankelijk waren er noch in Ter Borch noch in de aanpalende stad-Groninger wijken winkels gepland, om te voorkomen dat de bestaande winkelcentra in Groningen en Eelde schade zouden lijden. Na een aanhoudende vraag naar winkels en steeds concretere voorstellen voor een supermarkt, besloot de gemeente Tynaarlo in 2013 toch de bouw van een supermarkt in Ter Borch goed te keuren. Aanleiding voor deze koerswijziging was dat de bij de noodzakelijke opknapbeurt van het winkelcentrum in Eelde betrokken bouwondernemingen alleen bereid waren deze uit te voeren - en financieel mogelijk te maken - als hen ook een bouwopdracht voor Ter Borch werd gegund.
De Raad van State vernietigde dit besluit echter eind 2013, zodat de toekomst van de winkelvoorzieningen in de wijk vertragingen opliep. 
Na verschillende besluitvormingsprocedures en rechtzaken leek het in 2022 vrijwel zeker dat er een grote supermarkt komt .

## Deelwijken
Ter Borch is opgedeeld in vier delen: drie deelwijken en het zogenaamde Groene Lint, een strook groen met huizen langs de Ter Borchlaan. Deze kwam 2014 gereed. Hetzelfde geldt voor Tuinwijk, de middelste wijk, waar de lange lanen en grote tuinen de basis creëren. De tweede wijk, de zuidelijkste, is Waterwijk: deze is opgedeeld in zes 'eilanden' en de Woltsingel, die de eilanden met elkaar verbindt. In 2022 kwam deze wijk  gereed. Bijna alle huizen in Waterwijk hebben een aansluiting op het water, die via een sluis dan weer in verbinding staat met het Paterswoldsemeer. Met de laatste wijk, Rietwijk, begon men omstreeks 2014 en deze zal ongeveer in 2025 gereed zijn. Smalle dijkjes, brede sloten rietoevers bepalen het beeld van de wijk.

## Bevolking
- 2015 - 1.380 inwoners
- 2020 - 1.999 inwoners
- 2022 - 2.675 inwoners

## Omgeving
De wijk ligt ingeklemd tussen het eeuwenoude stroomdal van het Eelderdiep in het natuurgebied de Peizer- en Eeldermaden en de Piccardthofplas.
1. ↑  Inclusief het A-kwartier, Academiekwartier, Bisschopskwartier en Ebbingekluft
2. ↑  Inclusief Ruskenveen
3. ↑  Euvelgunne en Roodehaan zijn onderdeel van de MEER-dorpen, maar vallen onder de wijk Zuidoost
4. ↑  Inclusief de subbuurten De Wierden (waaronder het bouwblok Heemwerd), Rietlanden en Reitdiephaven
5. ↑  Voorheen Korrewegwijk genoemd
6. ↑  Voorheen Korrewegbuurt genoemd